# Karl Bathke
Karl Bathke

Link zum Bild

Karl Bathke (* 9. Januar 1901 in Berlin; † 14. März 1970 ebenda) war ein deutscher Widerstandskämpfer gegen den Nationalsozialismus, Politiker und Journalist in der Deutschen Demokratischen Republik (DDR). Er war Chefredakteur der Leipziger Volkszeitung und des Allgemeinen Deutschen Nachrichtendienstes (ADN).

## Leben
Bathke, Sohn eines Metallarbeiters und eines Dienstmädchens, besuchte zwischen 1907 und 1915 die Volksschule. Bereits während seiner Schulzeit war er ab 1913 als Laufbursche tätig. Eine 1915 begonnene Lehre zum Schriftsetzer schloss er 1919 ab. Er arbeitete anschließend bis 1933 in Köln und Berlin in diesem Beruf. 1919 trat er dem Verband der Deutschen Buchdrucker bei und wurde Mitglied der Freien Sozialistischen Jugend, später des Kommunistischen Jugendverbandes (KJVD). 1920 schloss er sich in Köln der Unabhängigen Sozialdemokratischen Partei Deutschlands (USPD) an und wechselte mit deren linkem Flügel Ende 1920 zur Kommunistischen Partei Deutschlands (KPD). 1920/21 war er Mitglied der KJVD-Leitung Köln. 
1921 besuchte Barthke die Abenduniversität in Berlin. 1921/22 gehörte er der KJVD-Reichsleitung an und war 1922/23 Erster Sekretär des KJVD Berlin-Kreuzberg sowie Mitglied des Bildungsausschusses der KJVD-Zentrale. 1923/24 wirkte Bathke als politischer Leiter der KPD-Druckerei Dr. Selle Eisler in Berlin. Von 1925 bis 1927 war er weiter als Funktionär für die KPD in Berlin-Kreuzberg tätig und von 1927 bis 1933 Organisationsleiter und Betriebszellensekretär beim KPD-Organs Die Rote Fahne. Bathke war zudem Mitglied der Reichsleitung der Teilgewerkschaft Graphik der Revolutionären Gewerkschafts-Opposition (RGO).
Nach der Machtübernahme der Nationalsozialisten und dem Verbot kommunistischer Betätigung ab März 1933 unterstützte Bathke die KPD auch in der Illegalität. Unter dem Pseudonym Karl Blond organisierte er illegale Druckereien. Im Mai 1933 emigrierte er über Prag in die Sowjetunion. 1933/34 war Bathke Redakteur der Deutschen Zentral-Zeitung in Moskau. 1935/36 hielt er sich als Instrukteur der KPD – unter dem Decknamen Conrad – vorübergehend wieder in Deutschland, in Dresden und Hamburg, auf. Bathke war zugleich verdeckt für den militärischen Nachrichtendienst der UdSSR (GRU) tätig. Ende 1936 floh er über Kopenhagen erneut nach Prag. In Prag war er als Instrukteur des Zentralkomitees der KPD tätig. Im September/Oktober 1937 besuchte Bathke einen Lehrerkurs an der Internationalen Lenin-Schule in Moskau. Ende 1937 kehrte er über Paris nach Prag zurück. Im Dezember 1938 wurde er dort verhaftet, ausgewiesen, konnte aber nach Großbritannien ausreisen, wo er schwer erkrankte. Er hielt sich zunächst in Manchester, ab Mai 1939 in London auf. 
1939/40 war Bathke Leiter des Verlages Inside Nazi Germany. Im Mai 1940 wurde er als „Enemy Alien“ zunächst auf der Isle of Man, dann in Kanada interniert, später aber wegen Haftunfähigkeit nach England entlassen. Ab 1941 lebte er unter Polizeiaufsicht in Manchester und war Mitglied der KPD-Landesleitung Großbritannien und ab 1943 des Initiativausschusses der Freien Deutschen Bewegung (FDB). 1942 kehrte er nach London zurück und wurde Mitglied im Vorstand der FDB. 1945/46 war er Leiter des Rückwanderungsbüros für deutsche Flüchtlinge in London.

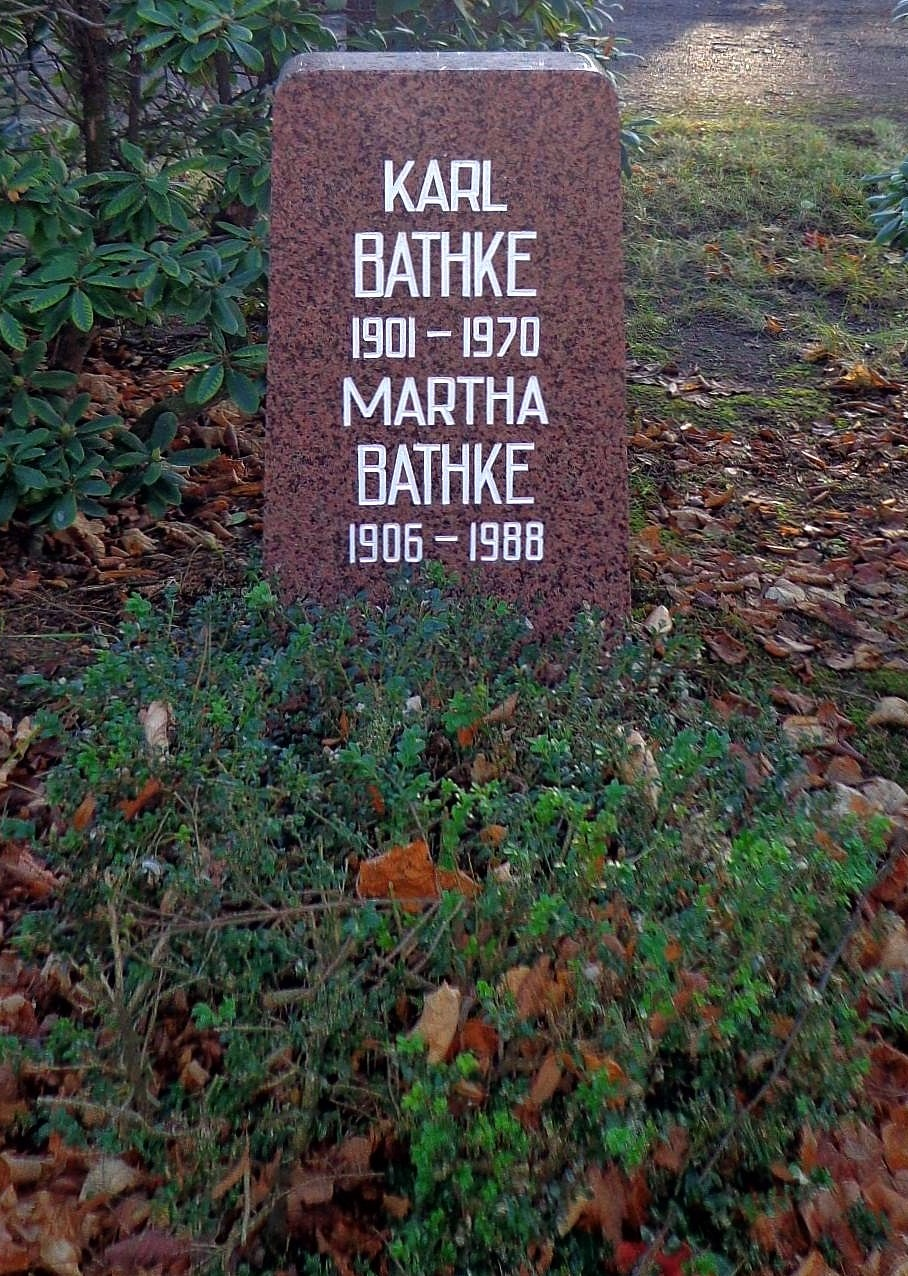
Grabstätte

Im Oktober 1946 kehrte Bathke nach Deutschland zurück und wurde Mitglied der Sozialistischen Einheitspartei Deutschlands (SED). Mit Josef Miller war er im Zentralsekretariat der SED verantwortlich für Rückwanderungsangelegenheiten. Von 1946 bis 1950 war Bathke Chefredakteur der Nachrichtenagentur ADN und dort Leiter der Auslandsredaktion. Von 1950 bis 1953 war er – als Nachfolger von Herbert Bergner – Chefredakteur der Leipziger Volkszeitung. 1952/1953 war er zudem Mitglied der SED-Bezirksleitung Leipzig. Von 1953 bis 1956 war Bathke invalidisiert. Von 1956 bis 1961 war Bathke wissenschaftlicher Mitarbeiter des Instituts für Marxismus-Leninismus beim Zentralkomitee der SED und ab 1957 zeitweilig Leiter des Parteiarchivs, an dessen Aufbau er beteiligt war. 1962 ging Bathke aus gesundheitlichen Gründen in den Ruhestand. Ab 1966 war er Mitglied der Veteranenkommission der Industriegewerkschaft Druck und Papier.
Bathke starb im Alter von 69 Jahren. Seine Urne wurde in der Grabanlage Pergolenweg des Berliner Zentralfriedhofs Friedrichsfelde beigesetzt, wo auch seine Frau Martha bestattet ist.

## Auszeichnungen
- 1958 Medaille für Kämpfer gegen den Faschismus 1933 bis 1945 (DDR)
- 1961 Vaterländischer Verdienstorden in Silber (DDR)